# Cymatium
A Cymatium a csigák (Gastropoda) osztályának Littorinimorpha rendjébe, ezen belül a Ranellidae családjába tartozó nem.

## Rendszerezés
A nembe az alábbi 5 faj tartozik:
- Cymatium femorale (Linnaeus, 1758) - típusfaj
- Cymatium lotorium (Linnaeus, 1758)
- Cymatium raderi D’Attilio & Myers, 1984
- Cymatium ranzanii (Bianconi, 1850)
- Cymatium tigrinum (Broderip, 1833)

Korábban több mint száz faj tartozott ebbe a csiganembe, azonban a legtöbbjüket átnevezték és áthelyezték más nemekbe.